# 東ローマ帝国関連記事の一覧
東ローマ帝国関連記事の一覧（ひがしローマていこくかんれんきじのいちらん）は、東ローマ帝国に関連する記事の一覧である。

## 帝国史
- ローマ帝国
- 西ローマ帝国
- ローマ皇帝一覧
- 東ローマ帝国の皇帝一覧
- ニカイア帝国
- トレビゾンド帝国
- ラテン帝国
- エピロス専制侯国
- モレアス専制公領
- ニカの乱
- コンスタンティノープルの陥落
- 十字軍
- 第4回十字軍

## 王朝
- テオドシウス王朝
- レオ王朝
- ユスティニアヌス王朝
- ヘラクレイオス王朝
- イサウリア王朝（シリア王朝）
- ニケフォロス王朝
- アモリア王朝
- マケドニア王朝
- ドゥーカス王朝
- コムネノス王朝
- アンゲロス王朝
- パレオロゴス王朝

## 戦争
- ルーシ・ビザンツ戦争
- ヴェネツィア・東ローマ戦争 (1118年、1172年 - en:Vitale II Michele#Relations with Byzantium deteriorate)

## 軍事
- ギリシャの火
- デュロモイ（戦艦）
- タグマ（中央軍）
- カタフラクト（重騎兵）

## 法制度
- ローマ法大全
- テマ
- プロノイア
- コンスタンティノポリス元老院
- バシレウス
- 専制公

## 地域
- 地中海世界
- 南イタリア
- マグナ・グラエキア
- シチリア島
- バルカン半島
- ギリシャ
- ペロポネソス半島
- エピロス
- マケドニア共和国
- マケドニア
- セルビア
- ブルガリア
- トラキア
- キプロス
- キプロス島
- トルコ
- アナトリア半島
- イサウリア
- ポントス王国
- クリミア半島
- ボスポロス王国
- コーカサス

## 都市
- コンスタンティノポリス
- イスタンブール
- テッサロニキ
- アドリアノープル（ハドリアノポリス）
- アンティオキア
- ニカイア
- ミストラス
- ラヴェンナ
- トレビゾンド
- ローマ
- アレクサンドリア
- ケルソン

## 正教会・キリスト教
- 正教会
- コンスタンティノポリス総主教庁
- 聖像破壊運動
- 公会議
- 教会会議
- 大シスマ
- 初期キリスト教
- 古代末期のキリスト教
- キリスト教の歴史

## 文化
- ビザンティン文化
- マケドニア朝ルネサンス
- パレオロゴス朝ルネサンス
- ビザンティン美術
- モザイク
- ビザンティン建築
- アヤソフィア（ハギア・ソフィア大聖堂）
- ギリシャ語
- ギリシャ文学
- ビザンティン小説
- 戦車競走
- ビザンツの服飾

## 民族
- ギリシャ人
- アルメニア人
- スラヴ人
  - ブルガリア人
  - セルビア人
- アルーマニア人（ヴラフ人）
- イサウリア人（ドイツ語版、ハンガリー語版、オランダ語版）
- トルコ人
- クルド人

## 周辺諸勢力
- ブルガリア帝国
- キエフ大公国
- セルビア王国
- ハンガリー王国
- アルメニア王国
- アンティオキア公国
- ヴェネツィア共和国
- ジェノヴァ共和国
- ヴァンダル王国
- 東ゴート王国
- 西ゴート王国
- ランゴバルト王国
- シチリア王国
- フランク王国
- 神聖ローマ帝国
- サーサーン朝
- ハザール
- イスラム帝国
- ルーム・セルジューク朝
- オスマン帝国